# جزيرة هنجام
جزيرة هنجام (بالفارسية: جزیره هنگام) هي جزيرة إيرانية تقع على مسافة كيلومترين مقابل السواحل الجنوبية لجزيرة قشم في مضيق هرمز. يبلغ عرضها 36.6 كم (22.7 ميلا).
آخر الحكام العرب في جزيرة هنجام هو الشيخ أحمد بن عبيد بن جمعة الفلاسي خال الشيخ سعيد بن مكتوم حاكم دبي. استولت عليها أيران في مايو 1928.
نصب فيها التلغراف البريطاني في سنة 1868، واستخدمت قاعدة للسلطات البحرية ومحطة للتزويد بالفحم.
كانت تحوي على مئتي منزل لعرب من قبيلة بني ياس ومعظهم من دبي ومهنتهم صيد اللؤلؤ، وقد أتخذها البريطانيون قاعدة لقواتهم في الحرب العالمية الأولى، وقد اتخذتها تلك السلطات منفى للعراقيين ممن عارضوا سياستها.

## اقتصاد الجزيرة
يعتمد سكان الجزيرة على صيد السمك والسياحة. من أبرز معالم الجزيرة الميناء الإنجليزي وحطام السفن البرتغالية الغارقة، كما يمكن مشاهدة بعض الحيوانات مثل السلاحف والدولفين وأسماك القرش والمرجان.

## كتب عنها
ألف الدكتور محمد حسين الزبيدي كتابا عنوانه: «السياسيون العراقيون المنفيون إلى جزيرة هنجام»